# Royal Rumble (2005)
Royal Rumble (2005) — восемнадцатое в истории рестлинг-шоу Royal Rumble, организованное World Wrestling Entertainment (WWE). Оно состоялось 30 января 2005 года в Фресно, Калифорния на арене «Сэйв-март-центр».
Главным событием стал матч «Королевская битва» 2005 года, в котором участвовали рестлеры обоих брендов. Батиста с Raw, двадцать восьмой участник, выиграл матч, выбросив Джона Сину со SmackDown!, двадцать пятого участника.

## Результаты
| №                             | Матч                                                 | Тип матча                                               | Время |
| ----------------------------- | ---------------------------------------------------- | ------------------------------------------------------- | ----- |
| 1H                            | Мэйвен победил Райно                                 | Матч один на один                                       | 7:01  |
| 2                             | Эдж победил Шона Майклза                             | Матч один на один                                       | 18:32 |
| 4                             | Гробовщик победил Хайденрайха                        | Матч с гробом                                           | 13:20 |
| 5                             | Джон «Брэдшоу» Лейфилд победил Биг Шоу и Курта Энгла | Матч «Тройная угроза» за титул чемпиона WWE             | 12:04 |
| 6                             | Трипл Эйч (c) победил Рэнди Ортона                   | Матч один на один за титул чемпиона мира в тяжёлом весе | 21:28 |
| 9                             | Батиста выиграл «Королевскую битву»                  | Матч «Королевская битва» 30-ти рестлеров                | 51:07 |
| H — матч на Sunday Night Heat |                                                      |                                                         |       |

### Матч «Королевская битва»
Красным ██ обозначены рестлеры с RAW, синим ██ обозначены рестлеры со SmackDown!. Рестлеры выходили каждые 90 секунд.
| Рестлер | Рестлер          | Кем выбит | Кем выбит                                                                               | Время |
| ------- | ---------------- | --------- | --------------------------------------------------------------------------------------- | ----- |
| 1       | Эдди Гуерреро    | 11        | Эджем                                                                                   | 28:11 |
| 2       | Крис Бенуа       | 25        | Риком Флэром                                                                            | 47:26 |
| 3       | Даниэль Пьюдер   | 1         | Хардкором Холли                                                                         | 4:09  |
| 4       | Хардкор Холли    | 2         | Крисом Бенуа и Эдди Гуерреро                                                            | 1:59  |
| 5       | Ураган           | 3         | Эдди Гуерреро                                                                           | 1:04  |
| 6       | Кэндзо Судзуки   | 4         | Реем Мистерио                                                                           | 3:31  |
| 7       | Эдж              | 28        | Батистой и Джоном Синой                                                                 | 40:19 |
| 8       | Рей Мистерио     | 27        | Эджем                                                                                   | 38:25 |
| 9       | Шелтон Бенджамин | 10        | Эджем                                                                                   | 14:35 |
| 10      | Букер Ти         | 9         | Эдди Гуерреро                                                                           | 10:42 |
| 11      | Крис Джерико     | 21        | Батистой                                                                                | 28:22 |
| 12      | Лютер Рейнс      | 7         | Букером Ти                                                                              | 7:13  |
| 13      | Мухаммед Хассан  | 5         | Эджем, Крисом Джерико, Крисом Бенуа, Букером Ти, Шелтоном Бенджамином и Лютером Рейнсом | 0:54  |
| 14      | Орландо Джордан  | 8         | Букером Ти                                                                              | 3:36  |
| 15      | Скотти 2 Хотти   | 6         | Не зашёл на ринг, так как был атакован Мухамедом Хассаном                               | 0:00  |
| 16      | Чарли Хаас       | 13        | Шоном Майклзом                                                                          | 6:20  |
| 17      | Рене Дюпре       | 16        | Крисом Джерико                                                                          | 11:32 |
| 18      | Саймон Дин       | 12        | Шоном Майклзом                                                                          | 0:20  |
| 19      | Шон Майклз       | 15        | Куртом Энглом (нелегально)                                                              | 4:56  |
| 20      | Курт Энгл        | 14        | Шоном Майклзом                                                                          | 0:37  |
| 21      | Джонатан Коачмэн | 23        | Риком Флэром                                                                            | 13:48 |
| 22      | Марк Джиндрак    | 19        | Кейном                                                                                  | 8:15  |
| 23      | Висцера          | 17        | Джоном Синой                                                                            | 3:00  |
| 24      | Пол Лондон       | 18        | Джином Снитски                                                                          | 3:15  |
| 25      | Джон Сина        | 29        | Батистой                                                                                | 15:28 |
| 26      | Джин Снитски     | 20        | Батистой                                                                                | 3:38  |
| 27      | Кейн             | 22        | Джоном Синой                                                                            | 3:54  |
| 28      | Батиста          | -         | ПОБЕДИТЕЛЬ                                                                              | 10:54 |
| 29      | Кристиан         | 24        | Батистой                                                                                | 2:09  |
| 30      | Рик Флэр         | 26        | Эджем                                                                                   | 1:58  |

## Остальные
| Комментаторы - Майкл Коул — SmackDown! - Джерри «Король» Лоулер — Raw - Джим Росс — Raw / Королевская битва - Тазз — SmackDown! / Королевская битва Испанские комментаторы - Карлос Кабрера - Хьюго Савинович Судьи - Майк Киода — Raw - Джек Доан — Raw - Эрл Хебнер — Raw - Чад Паттон — Raw - Брайан Хебнер — SmackDown! - Джим Кордерас — SmackDown! - Ник Патрик — SmackDown! - Чарльз Робинсон — SmackDown | Так же - Эрик Бишофф — Генеральный менеджер Raw - Теодор Лонг — Генеральный менеджер SmackDown! - Тони Чимел — Аннонсер - Говард Финкель — Аннонсер - Финли — Официальное лицо - Стив Кейрн — Официальное лицо - Винс Макмэн - Кристи Хемме — присутствовала при выборе номеров на битву - Торри Уилсон — присутствовала при выборе номеров на битву |